# Joy Esther
Joy Esther (Lyon, 1984. június 14.–) francia-spanyol énekesnő és színésznő.

## Pályafutása
Kiskorában az éneklés mellett dzsúdózott és focizott. Autodidakta módon megtanult gitározni. 8 évesen kezdte pályafutását, először reklámokban szerepelt (pl. Kodak). 11-18 éves kora között számos filmben és televíziós sorozatban játszott. Énekel, gitározik és zongorázik. 19 évesen játszott a Belles Belles Belles című musicalben.
2006-ban megkapta Júlia szerepét Gérard Presgurvic Rómeó és Júlia musicaljének ázsiai turnéján. Ekkor még Damien Sargue-val játszott. Több, mint kétszáz előadásra került sor Szöulban, Dél-Koreában, Tajpejben és Tajvanon. Ezután még 40 előadásra került sor Párizsban is 2010-ben. 2012 októberétől 2013 januárjáig ismét játszották az előadást Japánban és Kínában. Itt már Cyril Niccolai vette át Rómeó szerepét.
A francia közönség 2012 óta szintén láthatja a Nos Chers Voisins (Kedves szomszédaink) című televíziós komédiában, mint Chloé Varenko.

## Magánélete
2009 szeptemberében hozzáment Damien Sargue-hoz Las Vegasban, 2010 folyamán elváltak.

## Filmográfia

### Televíziós
| Év       | Cím                           | Szerep        | Megjegyzések                           |
| -------- | ----------------------------- | ------------- | -------------------------------------- |
| 1997     | Mission protection rapprochée | Anne Janson   | televíziós film (jóváírják : Joy Cavé) |
| 1999     | Une femme d'honneur           | Alice         | 1 epizód (jóváírják : Joy Cavé)        |
| 2008     | Pas de secrets entre nous     | Aurélie       | különböző epizódok                     |
| 2008     | Sur le fil                    | Caroline      | 1 epizód                               |
| 2008     | Mademoiselle Joubert          | Joss          | 1 epizód                               |
| 2009     | Paris 16e                     | Isabelle      | 1 epizód                               |
| 2009     | Comprendre et pardonner       | Victoire      | 1 epizód                               |
| 2009     | R.I.S, police scientifique    | Zoé Girard    | 1 epizód                               |
| 2011     | Chante !                      | Noémie        | különböző epizódok                     |
| 2012     | Paradis criminel              | Virginie      |                                        |
| 2012–től | Nos Chers Voisins             | Chloé Varenko |                                        |

### Színművészet
| Év      | Cím                  | Szerep           | Megjegyzések                                             |
| ------- | -------------------- | ---------------- | -------------------------------------------------------- |
| 2003–04 | Belles Belles Belles | Émilie           | 70 műsorok Párizsban                                     |
| 2007–13 | Rómeó és Júlia       | Juliette Capulet | 200 műsorok Dél-Koreában és Kínában 42 műsorok Párizsban |

## Fordítás
- Ez a szócikk részben vagy egészben  a   Joy Esther című angol Wikipédia-szócikk fordításán alapul.  Az eredeti cikk szerkesztőit annak laptörténete sorolja fel. Ez a jelzés csupán a megfogalmazás eredetét és a szerzői jogokat jelzi, nem szolgál a cikkben szereplő információk forrásmegjelöléseként.